# آيت الطالب علي (آيت بلكوم)
آيت الطالب علي هو دُوَّار يقع بجماعة واد الرمان، عمالة مكناس، جهة فاس مكناس في المملكة المغربية. ينتمي الدوّار لمشيخة آيت بلكوم التي تضم 4 دواوير. يقدر عدد سكانه بـ 617 نسمة حسب الإحصاء الرسمي للسكان والسكنى لسنة 2004.

## وصلات خارجية
- البوابة الوطنية للجماعات الترابية
- المندوبية السامية للتخطيط